# Belmont Provincial Park
Belmont Provincial Park är en park i Kanada.   Den ligger i provinsen Prince Edward Island, i den östra delen av landet, 900 km öster om huvudstaden Ottawa. Belmont Provincial Park ligger 4 meter över havet.
Terrängen runt Belmont Provincial Park är mycket platt. Havet är nära Belmont Provincial Park åt nordost. Närmaste större samhälle är Summerside, 13,8 km söder om Belmont Provincial Park. 
Runt Belmont Provincial Park är det ganska glesbefolkat, med 27 invånare per kvadratkilometer.